# Sistema piramidale
Il sistema piramidale (o via piramidale) è un sistema di vie nervose discendenti somatomotorie che originano dalla corteccia cerebrale e raggiungono i muscoli scheletrici attraverso i nervi spinali e i nervi cranici. È deputato alla realizzazione dei movimenti volontari.
Consiste fondamentalmente di due vie principali: la via cortico-spinale, che raggiunge i muscoli del tronco e degli arti attraverso i nervi spinali, e la via cortico-nucleare, che attraverso i nervi cranici innerva i muscoli della testa.

## Via cortico-spinale
È costituita da fibre motorie che originano dalla corteccia motoria, situata nel giro precentrale del lobo frontale, e terminano nelle corna anteriori del midollo spinale; tali fibre formano in particolare il tratto cortico-spinale anteriore (fascio piramidale diretto) e il tratto cortico-spinale laterale (fascio piramidale crociato)

L'area del cervello deputata al movimento volontario è la circonvoluzione precentrale (Area 4 di Brodmann) ed è organizzata somatotopicamente (ovvero partendo dall'apice della circonvoluzione e procedendo verso il basso troviamo i neuroni deputati al movimento dei muscoli del piede, arto inferiore, tronco, arto superiore, mano, collo e testa). Tale distribuzione spaziale permette di rappresentare le varie parti del corpo umano associate alle rispettive aree corticali (homunculus motorio). Le fibre nervose, ovvero gli assoni delle cellule piramidali della corteccia  si portano nel centro semiovale, in cui convergono e discendono attraverso la capsula interna (di cui occupano la parte anteriore del braccio posteriore). Raggiungono poi il bulbo, a livello del quale si posizionano anteriormente per formare le piramidi bulbari.  

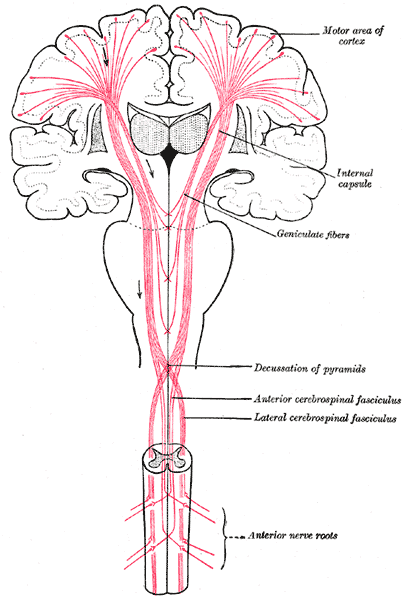
Percorso della via piramidale

Nella parte inferiore del bulbo la maggior parte delle fibre piramidali si incrocia sulla linea mediana con quelle controlaterali, formando la decussazione delle piramidi, per raggiungere il cordone laterale opposto del midollo spinale (fascio piramidale crociato). Un piccolo contingente di fibre non decussa e si porta nel cordone anteriore del proprio lato (fascio piramidale diretto).
Le fibre dei tratti cortico-spinali entrano finalmente in sinapsi con i motoneuroni delle corna anteriori del midollo spinale. Le fibre del fascio diretto raggiungono il corno del lato opposto passando attraverso la commessura bianca anteriore, mentre quelle del fascio crociato raggiungono il corno omolaterale.
I motoneuroni sono il secondo neurone della via, i loro assoni lasciano il midollo spinale attraverso le radici anteriori dei nervi spinali e decorrono lungo i rispettivi nervi fino alle fibre muscolari da innervare, dove si ramificano e ogni ramificazione forma delle connessioni neuro-muscolari chiamate placche motrici.

## Via cortico-nucleare
A differenza dei fasci cortico-spinali, le fibre somatomotrici contenute nella maggior parte dei nervi cranici non presentano i propri motoneuroni nel midollo spinale ma nel tronco encefalico, nei nuclei motori dei rispettivi nervi. Per questo motivo tale via prende il nome di cortico-nucleare.
Gli unici nervi cranici privi di una componente motoria somatica sono i nervi olfattivo (I), ottico (II) e vestibolococleare (VIII). 
La maggior parte degli altri presentano nuclei motori che ricevono fibre cortico-nucleari da entrambi gli emisferi: tale doppia innervazione fa sì che in questi nuclei motori le lesioni piramidali unilaterali non diano praticamente sintomi. L’eccezione a questa regola riguarda i nervi facciale (VII), ipoglosso (XII) e accessorio (XI):
- il nervo facciale riceve fibre cortico-nucleari in modo bilaterale per quanto riguarda i motoneuroni destinati all’innervazione della metà superiore del volto, e monolaterale-controlaterale per i motoneuroni che innervano la metà inferiore del volto;
- il nervo ipoglosso riceve fibre dal solo emisfero controlaterale;
- il nervo accessorio riceve fibre dal solo emisfero omolaterale.